# Julie Girling
Julie Girling (Londra, 21 dicembre 1956) è una politica britannica, europarlamentare fino al 2019. Fino all'ottobre 2017 è stata membro del Partito Conservatore.

## Biografia
Girling ha studiato economia. Dopo la laurea, ha lavorato per la Ford Motor Company dal 1979 al 1982 e poi per l'Argos Catalogue Group dal 1982 al 1988.
Dal 2003 al 2006, Girling è stata sindaco di Cotswold. È stata membro del Consiglio della Contea del Gloucestershire dal 2000 al 2009.
Girling è diventata europarlamentare nel 2009. È stata membro della Commissione per l'agricoltura e lo sviluppo rurale e della Delegazione per le relazioni con i paesi del Sud-est asiatico e l'Associazione delle nazioni del Sud-est asiatico. In qualità di eurodeputata, Girling ha fatto parte della Commissione per l'ambiente, la sanità pubblica e la sicurezza alimentare, della Commissione per la pesca e della Delegazione per le relazioni con la penisola coreana.
Il 16 aprile 2019, Julie Girling ha annunciato di essersi unita a Change UK - The Independent Group. È stata espulsa dal Partito Conservatore nell'ottobre 2017 a seguito di una disputa con la dirigenza del partito in merito al suo voto su una risoluzione riguardante la Brexit, insieme al collega eurodeputato Richard Ashworth.